# 高醇新
高醇新，健科國際股份有限公司創辦人兼行政總裁。